# 水东镇 (溆浦县)
水东镇，是中华人民共和国湖南省怀化市溆浦县下辖的一个乡镇级行政单位。

## 行政区划
水东镇下辖以下地区：
绿化社区、上绿化村、脚溪村、嵩口湾村、下绿化村、溪口村、湖塘村、黑岩村、联合村和银湖村。